# 里弗顿 (犹他州)
里弗顿（英文：Riverton），是美国犹他州盐湖县下属的一座城市。建市于 1870年，面积大约为12.63平方英里（32.7平方公里），海拔约为4,439英尺（1,353米）。根据2010年美国人口普查，该市有人口38,753人。